# Paweł van Przemyków
Paweł van Przemyków (overleden op 29 november 1292 in Bodzentyn) was in zijn leven kanselier van Bolesław V van Polen en de 21e bisschop van Krakau.

## Biografie
Paweł van Przemyków was een telg van de Poolse heraldische clan Półkozic. Als bisschop staat hij vooral bekend om de politieke conflicten waarin hij was verwikkeld. Zo werd de bisschop in 1283 door Leszek II van Polen gevangengezet, waarna de prins geëxcommuniceerd werd en gedwongen was om een schadevergoeding te betalen. De aartsbisschop van Gniezno heeft de prins uiteindelijk overgehaald om Paweł vrij te laten. De bisschop werd in 1290 opnieuw gevangengenomen, ditmaal door Hendrik IV van Polen omdat Paweł weerstand bood tegen zijn kroning.